# 1962-es Formula–1 brit nagydíj
Az 1962-es Formula–1-es világbajnokság ötödik futama a brit nagydíj volt.

## Futam
A brit nagydíjat az előző év után ismét Aintree-ben rendezték, ezúttal már minden jelentős csapat részt vett a nagydíjon. Az edzésen Clark szerezte meg a pole-t Surtees és Ireland előtt, míg McLaren és Graham Hill a második sorból rajtolt.
Irelandet a rajtnál váltóhiba hátráltatta, így Clark szerezte meg a vezetést Surtees, Gurney és McLaren előtt. Brabham jó rajtjának köszönhetően megelőzte Hill BRM-jét, de Hill visszavette helyezését a 7. körben a privát Lotustól. Clark egyre nagyobb előnnyel vezetett Surtees előtt, míg Gurney kuplunghiba miatt McLaren majd Graham Hill és Brabham mögé esett vissza. A versenyt Clark közel egy perc előnnyel nyerte.
| Helyezés | #  | Versenyző               | Csapat/Motor    | Futott körök | Idő/Kiesés oka                                | Rajthely | Pontszám |
| -------- | -- | ----------------------- | --------------- | ------------ | --------------------------------------------- | -------- | -------- |
| 1        | 20 | Jim Clark               | Lotus-Climax    | 75           | 2:26:20,8                                     | 1        | 9        |
| 2        | 24 | John Surtees            | Lola-Climax     | 75           | + 49,2                                        | 2        | 6        |
| 3        | 16 | Bruce McLaren           | Cooper-Climax   | 75           | + 1'44,8                                      | 4        | 4        |
| 4        | 12 | Graham Hill             | BRM             | 75           | + 1'56,8                                      | 5        | 3        |
| 5        | 30 | Jack Brabham            | Lotus-Climax    | 74           | + 1 kör                                       | 9        | 2        |
| 6        | 18 | Tony Maggs              | Cooper-Climax   | 74           | + 1 kör                                       | 13       | 1        |
| 7        | 34 | Masten Gregory          | Lotus-Climax    | 74           | + 1 kör                                       | 14       |          |
| 8        | 22 | Trevor Taylor           | Lotus-Climax    | 74           | + 1 kör                                       | 10       |          |
| 9        | 8  | Dan Gurney              | Porsche         | 73           | + 2 kör                                       | 6        |          |
| 10       | 42 | Jackie Lewis            | Cooper-Climax   | 72           | + 3 kör                                       | 15       |          |
| 11       | 40 | Tony Settember          | Emeryson-Climax | 71           | + 4 kör                                       | 19       |          |
| 12       | 36 | Ian Burgess             | Cooper-Climax   | 71           | + 4 kör                                       | 16       |          |
| 13       | 14 | Richie Ginther          | BRM             | 70           | + 5 kör                                       | 8        |          |
| 14       | 54 | Carel Godin de Beaufort | Porsche         | 69           | + 6 kör                                       | 17       |          |
| 15       | 46 | Jay Chamberlain         | Lotus-Climax    | 64           | + 11 kör                                      | 20       |          |
| 16       | 32 | Innes Ireland           | Lotus-Climax    | 61           | + 14 kör                                      | 3        |          |
| Kiesett  | 2  | Phil Hill               | Ferrari         | 47           | Motorhiba                                     | 12       |          |
| Kiesett  | 26 | Roy Salvadori           | Lola-Climax     | 35           | Akkumulátor                                   | 11       |          |
| Kiesett  | 10 | Jo Bonnier              | Porsche         | 27           | Differenciálmű                                | 7        |          |
| Kiesett  | 44 | Wolfgang Seidel         | Lotus-BRM       | 11           | Fékek                                         | 21       |          |
| Kiesett  | 48 | Tony Shelly             | Lotus-Climax    | 6            | Motorhiba                                     | 18       |          |
| NI       | 48 | Keith Greene            | Lotus-Climax    |              | Csak edzés - Shelly autója                    |          |          |
| Vi       | 28 | Maurice Trintignant     | Lotus-Climax    |              | Az autó megrongálódott                        |          |          |
| Vi       | 38 | John Campbell-Jones     | Emeryson-Climax |              | Versenyző versenyzésre alkalmatlan állapotban |          |          |
| Vi       | 50 | Keith Greene            | Gilby-BRM       |              | Az autó nem volt kész                         |          |          |
| Vi       | 52 | Jo Siffert              | Lotus-BRM       |              | Elégtelen nevezési díj                        |          |          |

### Statisztikák
Vezető helyen: Jim Clark 75 (1-75)
- Jim Clark 2. győzelme, 3. pole-pozíciója, 4. leggyorsabb köre, 1. mesterhármasa (pp, lk, gy)
- Lotus 7. győzelme.